# ساي كيت ليرن
ساي كيت ليرن (بالإنجليزية: scikit-learn)‏ هي مكتبة برمجية مكتوبة بلغة البرمجة البايثون خاصة بـمعالجة اللغات الطبيعية (بالإنجليزية: NLP)‏.